# ポストイナ鍾乳洞

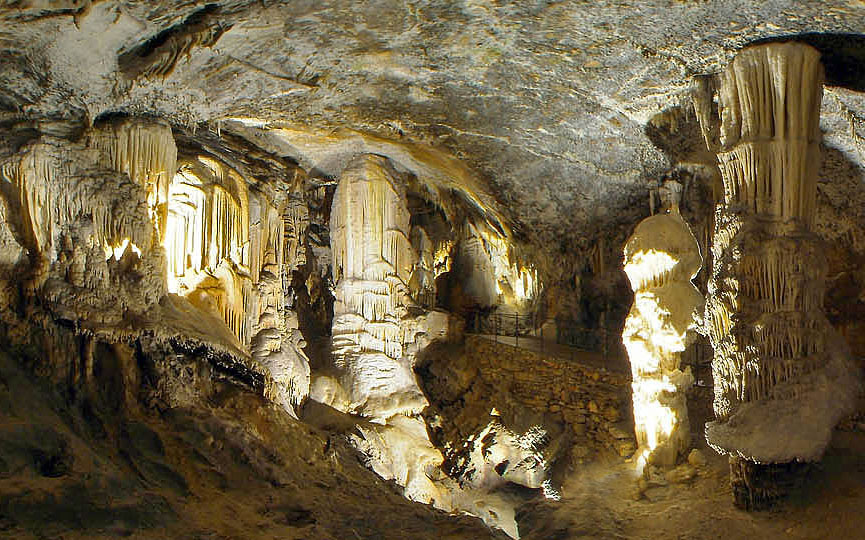
ポストイナ鍾乳洞

ポストイナ鍾乳洞（ポストイナしょうにゅうどう、Postojnska Jama）は、スロベニアのポストイナ近郊にある鍾乳洞である。島洞窟、黒洞窟、ピウカ洞窟、マグダレナ洞窟等と合わせた洞窟システムの総延長は20km以上で、スロベニアで最長である。

## 成因
ポストイナ鍾乳洞は、200万年間の間に徐々に侵食を進めたピウカ川の地下水流によって形成された。現在、鍾乳洞の最大深度は115mある。

## 発見と沿革
ポストイナ鍾乳洞の入口部分の存在は13世紀頃から知られていたが、大部分は1818年、当時皇太子であったフェルディナント1世の訪問に備え準備をしていた際に、地元のルカ・チェッチによって発見された。そして翌1819年8月17日のフェルディナント1世の訪問により、広く知られることになる。以後、世界各地から王/皇族らの訪問があり、日本からは有栖川宮威仁親王夫妻（1889.12.24）、小松宮依仁親王夫妻（1894.4.3）、高松宮宣仁親王夫妻（1930.12.31）が訪れている。
1831年にはメクラチビゴミムシが発見されて地下生物の探究が始まり、現在では洞窟の生物種数としては世界最多である170種が知られている。
2016年にはホライモリの養殖に世界で初めて成功した。

## 鍾乳洞の概要
鍾乳洞の入口の上には、ラテン語で"Immensum ad antrum aditus!"と書かれている。これは「旅行者よ、広大な洞窟に入れ」という意味である。
現在の観光コースは約5kmある。そのうち3.7kmを電車が走っていて、この部分では観光客は電車から鍾乳洞を観覧する。この電車の軌道は1872年に単軌道で敷設されたもので、当初は人力で2人乗りの客車を動かしていた。1924年に蒸気機関車の運行が開始され、1957年に電化。1964年に二線軌道化された。現在の全線が開通したのは1968年であった。
電車に乗車するとすぐに、茶色から白色に至る鍾乳石や石筍が並ぶ。鍾乳石は上から地面に向かって成長するのに対して、石筍は地面から上方に成長する。そして、この2つがつがなると石柱になる。鍾乳石が1mm成長するのには、10年から30年がかかるといわれる。鍾乳石の中には、ラクダ，ワニ、カメ、オウム、フクロウ、男の子などに見えるものもある。最も白い鍾乳石は、「ブリリアント」（Brilliant）と呼ばれ、ポストイナ鍾乳洞のシンボルになっている。
二番目に大きいホールは会議ホール（Congress Hall）と呼ばれる。観光客は電車から下車し、ここからは徒歩で観覧する。そして、大きい山（Great Mountain）という地下の山からロシア橋（Russian Bridge）を渡る。この橋は、第一次世界大戦の間、ロシア捕虜によって建設されたものである。

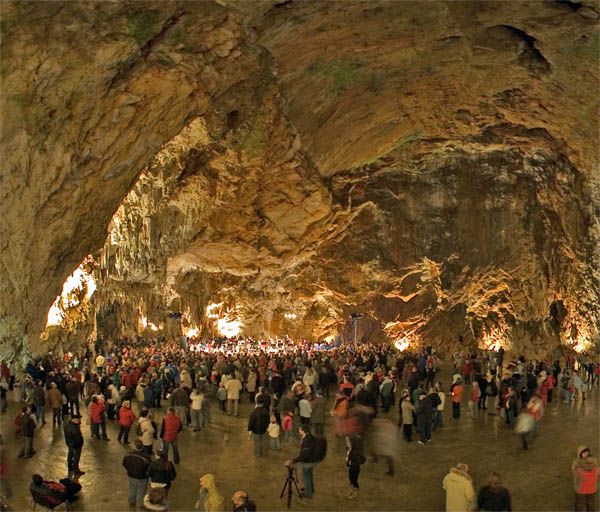
コンサートホールは１万人収容可能である

鍾乳洞は、美しい洞窟（Beautiful caves）という部分に続く。その名のとおり、この鍾乳洞の中でも最も美しい部分で、フローストーンや、「スパゲティ」と呼ばれる美しい細く繊細な中空状の氷柱のような形状の鍾乳管がある。
最後に、もう一度電車に乗る前に、コンサート・ホール（Concert Hall）に入る。ここでは、年中、種々のイベントが企画されている。
観光路の脇に、ホライモリという目のない両生類が生息した小さな水溜りがあり、その姿を見ることができる。 ホライモリは皮膚が肌色のため類人魚とも呼ばれ、何も食べなくても1年近く生きる。